# 陸戦

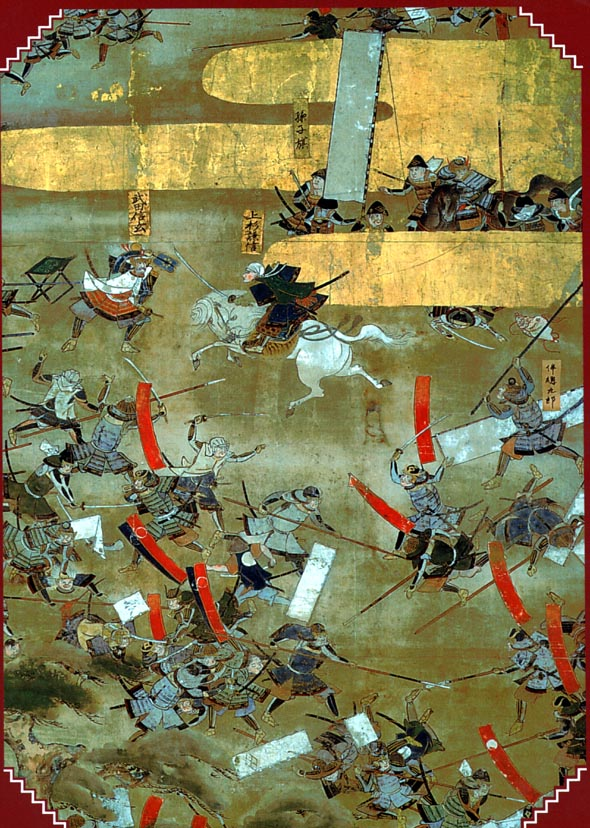
戦国時代 (日本)、第四次川中島の戦い（1561年）

陸戦（りくせん Land warfare）とは、陸上での戦闘。陸上戦のことである。武力紛争は、それが展開される地域の区分に従って、陸上は陸戦、海上は海戦、空中は空戦とされ、国際法はおおむねこの区分に従って規定されている。

## 分類

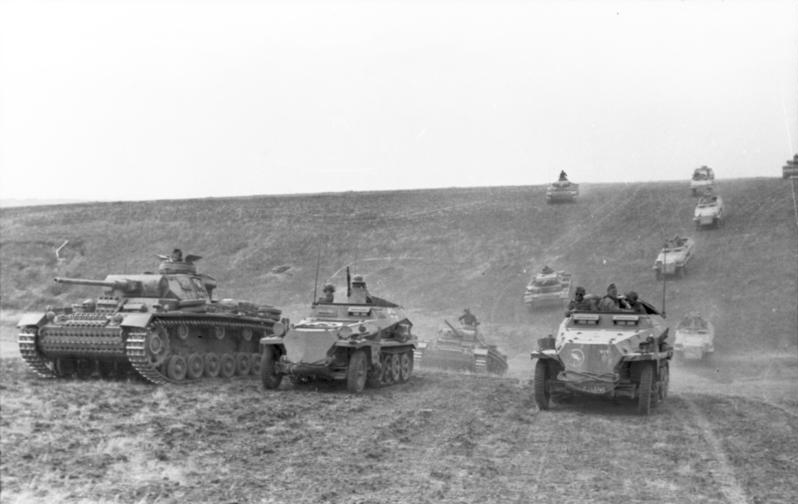
第二次世界大戦、電撃戦（1942年)

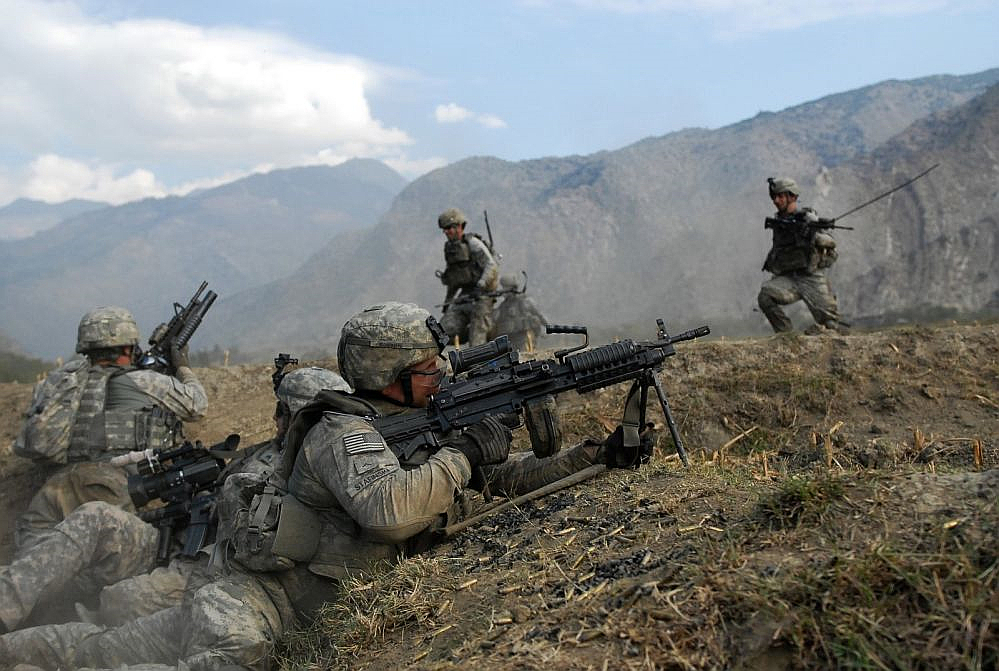
アフガニスタンで[第4歩兵師団 (アメリカ軍)（2009年）

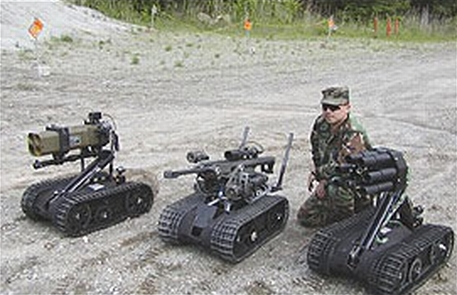
SWORDSはリモートコントロールで偵察や攻撃が可能。Foster-Miller TALONの軍事用ロボット（2006年）

古くは欧米において戦争といえば、陸戦のことであった。政府内に戦争大臣（戦争長官、陸戦大臣）が置かれたが、海軍の仕事は戦争とは別で、政治的に補助的・副次的にすぎないとして序列区別がついており、海軍大臣は格下の閣僚に過ぎなかった。そのため、1832年に発表されたプロイセン王国軍人カール・フォン・クラウゼヴィッツの『戦争論』（『ON WAR』）のタイトルは、陸上の戦争における全般についてという意味合いを持つ。
海軍力や海洋支配も強国の存立を左右する死活問題とされたのは、19世紀後半、アルフレッド・セイヤー・マハン、J・S・コルベット、ハルフォード・マッキンダーらによって海洋戦略を陸戦と同格に研究しなければならないという主張が起こり、列強がそれを受容してからである。
クラウゼヴィッツは、「敵戦闘力の撃滅」と「自己戦闘力の保持」に戦闘の形態を大別している。毛沢東も同様に分類した。これら2つの側面のどちらを重視するかで、作戦の形態は2種類に分類できる。
- 決戦:敵の撃滅を重視して、敵を撃滅するために能動的に攻撃しようとする作戦。双方あるいは一方が決戦の意思を持って動く場合に発生する。
- 持久戦:自己の保全を重視して、決戦を回避するための受動的に防御する作戦。

その他に以下のような分類もある。
攻防による分類
- 攻勢作戦:敵を求めて積極的に敵を探し、発見すれば攻撃する作戦。主導権を掌握しやすく、地域を占領し、敵戦力を効果的に撃滅できるが、充足した戦闘力が不可欠である。
- 防勢作戦:戦力の劣位を補いつつ、時間的猶予を得るために敵の攻撃を受動的に破砕する作戦。

部隊配置による分類
- 外線作戦:敵に対して後方連絡線を外方向に置き、諸方面から求心的に部隊を配備して行う作戦。包囲・挟撃の位置関係にある。各正面に相互的な関連性があり、一正面の戦果が即時に隣接する地域の戦果に直結する。
- 内線作戦:後方連絡線を内方向に置き、作戦正面を離心的に部隊を配備して行う作戦。戦力を集中して運用できるものの、各個撃破できないと即座に後方連絡線が敵に晒される危険性がある。

地形による分類
- 着上陸作戦  - 上陸戦の一環で、敵の領地の海岸地域を機動攻撃する攻勢作戦
- 対着上陸作戦  - 上陸を試みて機動攻撃する敵に対しての防勢作戦
- 野戦  - 人工建築物・要塞などが存在しない地形での作戦戦闘
- 陣地戦・要塞戦 - 築城が存在する地形での作戦戦闘
- 森林戦 - 熱帯雨林など植生が濃い地形での作戦戦闘
- 湿地戦 - 沼地などの湿り気の多い場所での作戦戦闘
- 山岳戦 - 高低起伏が激しい、特に高地での作戦戦闘
- 雪中戦 - 寒冷地での作戦戦闘
- 砂漠戦 - 砂漠地帯での作戦戦闘
- 市街戦 - 人工建築物が集中的に存在する都市部での作戦戦闘

## 戦略
陸戦では地形の戦力化が行われることがある。海軍力・空軍力と比較して、陸軍力は地形の影響を多大に受ける。陸地には高低起伏・地表面土質・水系・植生・人工物など多様な性格があり、しかも気候・時間によって逐次変化していく。これらは陸上作戦において有利にも不利にもなり、地形は部隊の位置的な優位・視界・射界・偽装・隠蔽・掩蔽などに影響する。したがって地形を戦力に取り込むことができ、特に築城はこの効果を高める。
陸戦では、作戦地域が拡大するほど作戦線が伸長して戦力の密度が下がり、兵站の負担は増し、指揮統率はより困難になる。特に敵地へ侵攻する場合にこの性質が顕著となる。作戦線の伸長に伴う戦力逓減と逆の場合の戦力逓増の原則はカール・フォン・クラウゼヴィッツが「頂点の思想」で述べており、また「山は兵を飲む」と古来より戦訓として伝えられている。
陸上作戦は後方支援に基づいて展開し、かつ後方支援は道路・鉄道・水路・都市などに基づいて行うため、作戦は固定的な性質を持つ。また後方支援は厳密な計画に沿って業務を進めるため、簡単には変更できない。
海軍力・空軍力に比較して、陸軍力は指揮統制に限界がある。作戦地域の各地で同時多発的に戦闘が起こり、同時進行で事態が進み、また現場指揮官は自己の判断に基づいて行動するためである。大規模な陸戦になればなるほどこの性質は高まり、全体の戦闘をすべて一元的に完全掌握するのは不可能である。
陸軍力の最小単位は一人の人間であり、一人ひとりの判断の蓄積で戦闘行動は進行する。これらすべては把握できないので、個々の現場指揮官とその指揮下にある兵士たちの高度な士気、強固な意思、各員のチームワークと各級指揮官のリーダーシップが重要となる。
ハーグ陸戦条約のような国際条約によって、事前に各国で陸戦における禁止事項を同意しておき、紛争の当事者全てが望まない事態の予防を図る方法もある。